# 6777 Balakirev
A 6777 Balakirev (ideiglenes jelöléssel 1989 SV1) a Naprendszer kisbolygóövében található aszteroida. Eric Walter Elst fedezte fel 1989. szeptember 26-án.